# Tommy Johnson
Tommy Johnson (janeiro de 1896 - 1 de novembro de 1956)  foi um músico de Delta blues estadunidense que gravou no final da década de 1920 e era conhecido por sua estranha voz falsetto e intrincada guitarra. 